# 水妖号巡洋护卫舰
水妖号是德意志帝国海军于19世纪80年代建造的一艘独级巡洋护卫舰。它自1883年8月开始铺设龙骨、1885年6月下水，至1886年4月交付使用。尽管该舰在1882年订购之初便已显过时，火炮威力和速度也不足，但仍然按设计完工。除了这些缺点外，它在服役中被证明是难以驾驭的，尤其是容易受到风力的影响。
水妖号作为海军学员和实习水兵的训练舰服役了近十五年之久。在此期间，它曾多次开展海外训练巡航，经常去往南美洲、西印度群岛或地中海。从1906年到1910年，它被用作公海舰队的办公舰，当时帝国议会削减了该舰的资金。水妖号于1911年6月正式从海军名录中除籍，并开始充当宿营船，直到1923年更名为“C号废船”并售予一家私人航运公司。该公司将其改装成一艘载驳船，并在1925年至1930年期间恢复使用该舰的原名运作，直至最终拆解报废。

## 设计
1870－1871年普法战争后，德意志帝国海军为加强舰队实力而开始了扩张计划，以满足德国在海外日益增长的经济活动所带来的需求，并为未来与法国的潜在冲突做好准备。在19世纪70年代中后期，德国舰队订购了十二艘俾斯麦级和卡罗拉级护卫舰；这些舰艇的作战能力有限，强调远程巡航，而非与敌对巡洋舰交锋。该计划是在时任帝国海军部长、步兵上将阿尔布雷希特·冯·施托施的指导下推动的；新护卫舰水妖号的建造合同于1882年8月批出。然而，施托施的职位于1883年被海军中将列奥·冯·卡普里维所取代。卡普里维认为所有新的巡洋舰都应该有一个更为平衡的设计，更加强调战斗力。
虽然卡罗拉级舰只尚未完工，但海军部仍然受到1873年通过的舰队计划约束，因此即便卡普里维的喜好不同，水妖号和类似但更大的夏洛特号仍得以继续建造。特别是水妖号的推进系统不够强大，火炮威力也太弱，作为一艘实战舰艇基本上毫无用处。历史学家汉斯·希尔德布兰德、阿尔贝特·勒尔和汉斯-奥托·施泰因梅茨指出，“为何无人反对建造该舰已无法从记录中确定”。但他们相信，由于卡普里维刚刚取代施托施，尚且经验不足，从而促成了允许施工继续进行的决定。他们还认为，在帝国议会关于海军需求无定论的争辩也迫使海军部坚持该计划，尽管其设计存在明显的缺陷。

### 整体特征
水妖号的水线长和全长分别为54.35米和63.30米，有13.20米的舷宽以及最大6.36米的吃水深度。其标准排水量为1,781吨，满载时则可达1,982吨。舰体采用带有一层木板的横向铁框架结构，上面覆裹孟兹合金，以保护舰只在海外长时间巡航时免受生物淤积的侵害，因为当地的船厂设施并不总能轻易使用。其舰体被分成九个水密隔舱。
该舰的标准船员编制为27名军官及331名水兵，但在运用生涯后期担任训练舰时，其编制变为17名军官及354名水兵，其中125人为军官学员。它也可携带一些小型舰载艇，包括一艘哨艇、一艘机动艇、三艘（后为两艘）独桅纵帆船、两艘高低桅帆船以及两艘（后为一艘）小舢板。转向由单舵控制。水妖号是一艘非常差劣的海船，在顺风行驶时偏航严重；在不使用风帆的情况下，船舵必须维持在背风侧5－15度，以确保舰只直线航行。它在顶头浪中也会损失大量的速度。

### 推进装置
水妖号的推进装置由一台卧式双缸船用蒸汽机组成，它们被耦合在一起驱动带有一副双叶螺旋桨的单轴。蒸汽由两台燃煤火管锅炉提供，它们通过管道引入一座可伸缩的烟囱内。发动机的额定功率为700匹公制馬力（510千瓦特），设计航速9節（17每小時）；但它在速度试验中曾达到10.4節（19.3每小時），功率为724匹公制馬力（533千瓦特）。燃煤贮存量为125吨，这使得该舰能够以8節（15每小時）的速度连续航行1,480海里（2,740）；若将速度提升至10节，则续航里程会降至1,120海里（2,070）。竣工时，水妖号配备有一套总表面积为1,579平方米的全帆装索具作为蒸汽机在海外巡航任务中的辅助，但其后有所削减。

### 武器装备
水妖号装备有八门125毫米23倍径后装式箍炮作为主舰炮，其中两门其后移除；共配备800发弹药。它们的射程为5,000米。副炮则由六门转膛炮组成；它们在运用生涯后期又换装为两门88毫米30倍径速射炮和四门37毫米转膛炮。两门88毫米炮共配备300发炮弹。

## 服役历史

### 建造－1894年
水妖号是为替换老旧的护卫舰美杜莎号而以“美杜莎代舰”（Ersatz Medusa）作为合同代号发包予但泽的帝国船厂承建，造价为1,917,493马克。其龙骨自1883年8月开始铺设，至1885年6月23日下水。在下水仪式上，时任船厂厂长的海军少将约翰-海因里希·皮尔纳（Johann-Heinrich Pirner）主持以德国神话中的水妖为该舰命名。水妖号于1886年4月1日投运并开始海试。之后它进入基尔的帝国船厂，被舾装成供海军学员和实习水兵使用的训练舰。5月17日至31日，该舰搭载着一群实习水兵首次出海巡航。
1886年6月15日，水妖号展开第一次大型海外巡航，前往南美和中美洲。它首先到访布兰卡港，然后周游了西印度群岛。在圣托马斯岛逗留期间，该舰与训练分舰队会合，并于1887年2月3日随分舰队余部一同返回德国。它们于3月4日曾在爱尔兰的皇后镇停留，水妖号在那里脱离分舰队独立前进，在7月25日最终返抵基尔之前，它还到访过葡萄牙的里斯本和直布罗陀。从8月6日到8月28日，水妖号参加了在但泽湾举行的年度舰队演习，然后从1887年9月17日到1888年4月17日期间在威廉港担任北海海军基地的警戒舰。
水妖号于1999年4月恢复训练任务，首先是在波罗的海进行短途巡航。6月4日，它展开再一次大型海外巡航，到访了西印度群岛和加拿大的港口，于1889年9月9日回到基尔。该舰于9月30日退役接受冬季检修，然后于1890年4月9日重新入役。水妖号在波罗的海进行了更多的训练巡航，至6月10日再度启程前往西印度群岛；在这次航行中，它访问了委内瑞拉和美国诺福克的港口。该舰于1891年8月25日抵达基尔，并立即参加了持续至9月18日的年度舰队演习。
次年的训练计划于1892年4月1日开启，它遵循了与前一年相同的模式，但海外巡航改为前往地中海。在这次旅程中，船员间爆发了伤寒。年度舰队演习在水妖号于9月初返回后进行，9月23日则开始冬季训练巡航，再度前往西印度群岛。这是该舰首次搭载着一群海军军官学校的学员进行巡航。当1894年3月15日返回德国后，水妖号立即退役，在但泽帝国船厂接受现代化改造。

### 1897－1930年
水妖号于1897年4月1日重返现役；9月下旬，它开始了前往西印度群岛的冬季训练巡航，在回程途中，该舰又被转移至德属喀麦隆参加12月12日杜阿拉人的亲德领袖恩杜姆贝·洛贝·贝尔的葬礼。水妖号于1898年1月12日离开喀麦隆，3月19日抵达基尔，之后接受定期保养。该舰继续在波罗的海进行训练巡航，8月15日则开始了下一次海外巡航，前往南美洲，包括巴西和阿根廷。在巴西的南圣弗朗西斯科逗留期间，它有一部分船员到访了德国飞地若因维利。水妖号于1988年4月1日返抵基尔，并驶入船厂接受另一次大修。
重新入役后，水妖号于5月中旬开始了下一次主要的训练巡航，再度前往西印度群岛。在加勒比海，由于委内瑞拉爆发革命，促使德国政府命令水妖号进驻拉瓜伊拉和卡贝略港，以保护德国的利益免受暴力的影响。11月6日，该舰在当地的警戒职责由巡洋巡防舰施托施号和毛奇号接替，使水妖号在1900年3月26日返回基尔之前得以恢复其训练任务。它于5月25日启动新一年的训练计划，从5月31日到6月6日前往荷兰的弗利辛恩进行了一次短途巡航。
随后，水妖号踏上了前往俄国圣彼得堡的训练之旅。回国后，由于需要远征中国参与镇压义和团运动，海军面临人手短缺的局面，为了腾出船员做其他目的，遂将其退役。海军曾计划在1901年对该舰进行二度现代化改造，但由于巡洋巡防舰格奈森瑙号在马拉加失事，迫使海军部将现代化改造简化为简单地削减索具。尽管如此，直到1906年11月1日，水妖才重新入役，且仅可担任公海舰队的办公舰。
至1910财政年度，帝国议会不再对水妖号的运用提供拨款，使该舰不得不在5月18日再次退役。1911年6月24日，水妖号作为帝国海军最后一艘登记在册的风帆战船，正式从海军名录中除籍，并在基尔被改装为宿营船。它此后一直供海军炮兵学校使用，直至1920年代。这艘旧舰自1923年4月1日起仅被称为“C号废船”，后于1925年被斯德丁的航运公司埃米尔·R·雷茨拉夫（Emil R. Retzlaff）收购，改装为航海载驳船并恢复原名水妖号运营，直至1930年在韦沃尔斯弗莱特拆解报废。